# Кальковский, Эрнст
Эрнст Калько́вский (нем. Ernst Louis Kalkowsky; 9 сентября 1851, Тильзит — 13 февраля 1938, Дрезден) — немецкий геолог.

## Жизнь и деятельность
Родился 9 сентября 1851 года в восточно-прусском городе Тильзите. После окончания в июне 1870 года обучения в Тильзите Кальковский поступил 17 Октября 1870 года в Лейпцигский университет. В 1874 году он получил ученую степень кандидата наук в Лейпциге у Фердинанда Циркеля. В том же Лейпциге в 1878 году Эрнст получил докторскую степень.
В 1886 году Кальковский был приглашен на кафедру минералогии и геологии в университет Йены. В 1894 году он был назначен профессором минералогии и геологии в Высшей технической школе в Дрездене, сменив на этом посту Ганса Бруно Гайница. В 1898 году он снова сменил Гайница, но уже в качестве руководителя государственного минералогическо-геологического музея в Дрездене, где он работал в 1898—1919 годах до ухода на пенсию. 
В 1907 году он был назначен тайным советником. В ноябре 1920 года естественно-научное общество «Изида» в Дрездене назначило Кальковского своим почетным членом.   Работы Кальковского посвящены изучению кристаллических сланцев, а также некоторых минералов. Ему же принадлежит учебник «Elemente der Lithologie» (Гейдельберг, 1886).
Скончался ученый в Дрездене в 1938 году.

## Признание
Именем ученого Кальковского назван железосодержащий минерал кальковскит.

## Научные труды
- Elemente der Lithologie (1886)
- Der Nephrit des Bodensees. Dresden: Wilhelm Baensch, 1906.

## Внешние ссылки
- http.geomuseum.uni-goettingen.de
- http.wissenschaftskultur.de